# Danh sách chương truyện Thám tử lừng danh Conan (41-80)
Đây là danh sách tập truyện Thám tử lừng danh Conan từ tập 41 đến 80 và các chuơng của chúng.

## Danh sách
| 1. "2 bà mẹ là đối thủ!?" (ママはライバル!? "Mama wa Raibaru!?") 2. "Tiếng súng đáng nghi" (疑惑の銃声 "Giwaku no Jūsei") 3. "Phu nhân Nam Tước Bóng Đêm xuất hiện!" (闇の男爵夫人登場! "Naito Baronisu Tōjō!") 4. "Bóng tối là cánh cửa thần chết" (暗闇は死の罠の扉 "Kurayami wa Desu Torappu no Tobira") 5. "Vụ ám sát không tiếng động trong bóng tối" (暗闇の音無き殺人 "Kurayami no Otonaki Satsujin") 6. "Bí ẩn ánh sáng đen" (黒い光の謎 "Kuroi Hikari no Nazo") 7. "Tấm lưới siết chặt" (迫る包囲網 "Semaru Hōimō") 8. "Nguy hiểm ở đó" (そこにある危機 "Soko ni Aru Kiki") 9. "Mục tiêu không thể trốn chạy" (逃れられないターゲット "Nogarerarenai Tāgetto") 10. "Bí ẩn một người khách để lại..." (ある来訪者の残した謎... "Aru Raihōsha no Nokoshita Nazo...") 11. "Bí ẩn để lại trong phòng kín nhỏ" (小さな密室に残された秘密 "Chiisana Misshitsu ni Nokosareta Himitsu") |

| 1. "Sự thật bị che giấu" (隠されていた真実 "Kakusareteita Shinjitsu") 2. "Goodbye, Jodie" (good-byeジョディ "Gubbai Jodi") 3. "Suy luận của Ran" (蘭の推理 "Ran no Suiri") 4. "Kết luận khó tin" (信じられない結末 "Shinjirarenai Ketsumatsu") 5. "Đêm trăng tròn cùng cạm bẫy bữa tiệc hắc ám" (満月の夜と黒い宴の罠 "Mangetsu no Yoru to Kuroi Utage no Wana") 6. "Con tàu ma đẫm máu" (血塗られた幽霊船 "Chinurareta Yūreisen") 7. "Người vô hình hiện thân" (透明人間現る! "Tōmei Ningen Arawaru!") 8. "Kudo Shinichi xuất hiện!?" (工藤新一登場!? "Kudō Shinichi Tojō!?") 9. "Sự thật sau mặt nạ" (仮面の下の真実 "Kamen no Shita no Shinjitsu") 10. "Rotten Apple" (ラットゥンアップル "Rattun Appuru") 11. "Dấu vết trong mưa" (雨中の刻印 "Uchū no Kokuin") |

| 1. "Lần theo dấu vết!" (おしりの印を探せ! "Oshiri no Māku o Sagase!") 2. "Quyết định của Haibara" (灰原哀の決意 "Haibara Ai no Ketsui") 3. "Chiếc điện thoại bị bỏ quên" (忘れられた携帯電話 "Wasurerareta Keitai Denwa") 4. "Danh bạ bí ẩn" (奇妙なメモリー "Kimyō na Memorī") 5. "Một vụ án khác" (もうひとつの名探偵 "Mō Hitotsu no Meitantei") 6. "Lời mời rắc rối" (どっちの推理ショー!? "Dotchi no Suiri Shō!?") 7. "Mẫu tin nhắn 6 mặt" (六面体のメッセージ "Rokumentai no Messēji") 8. "Ẩn ý của lời trăn trối!" (ダイイングメッセージの裏を読め! "Daiingu Messēji no Ura o Yome!") 9. "Mẫu tin nhắn chắp vá" (仕組まれたメッセージ "Shikumareta Messēji") 10. "Bóng ma giữa 53 nghìn người" (53,000分の1の悪魔 "Goman-hassen-bun no Ichi no Akuma") 11. "Bóng ma thách thức" (甲子園の魔物の挑発 "Kōshien no Mamono no Chōhatsu") |

| 1. "Giải đáp mật mã 3 con số!" (3つの数字の謎を解け! "Mittsu no Sūji no Nazo o Toke!") 2. "Không một gợi ý?" (ヒントが無い!? "Hinto ga Nai!?") 3. "Trò chơi kết thúc!?" (試合終了...!? "Gēmu Setto!?") 4. "Từ thiên đàng đến địa ngục" (天国から地獄 "Tengoku kara Jigoku") 5. "Vô ích!?" (全然平気!? "Zenzen Heiki!?") 6. "Phá tan mọi nghi ngờ?" (疑わないの? "Utaganai no!?") 7. "Phép màu" (奇蹟 "Kiseki") 8. "Chấn động" (驚愕 "Kyōgaku") 9. "Hoang mang" (戦慄 "Senritsu") 10. "Tẩu thoát" (脱出 "Dasshutsu") 11. "Chuyện ma ở trường học" (学校奇譚 "Gakkō Kitan") |

| 1. "Dấu chân ở đâu!?" (足跡はどこに!? "Ashiato wa Doko ni!?") 2. "Sự thật đằng sau chiếc đàn kỷ vật" (残された机の真実 "Nokosareta Tsukue no Shinjitsu") 3. "Án mạng bên bờ biển" (海の上の開かれた密室 "Umi no Ue no Hirakareta Misshitsu") 4. "Mồi câu có độc!?" (釣りエサは毒!? "Tsuri Esa wa Doku!?") 5. "Bến câu đẫm máu" (嬉しい火傷 "Ureshii Yakedo") 6. "Hideyoshi báo thù" (秀吉の大返し "Hideyoshi no Ōgaeshi) 7. "Cảm giác lạ..." (違和感... "Iwakan...") 8. "Phép cân đẩu vân" (大空の裏道 "Ōzora no Uramichi") 9. "Mật mã các vì sao" (星より密かに "Hoshi yori Hisoka ni") 10. "Mật mã" (星を見たかい "Hoshi o Mita kai") 11. "Ước mơ bay tới những vì sao" (星に願いを "Hoshi ni Negai o") |

| 1. "Ngôi sao biết mọi điều" (星は何でも知っている "Hoshi wa Nandemo Shitteiru") 2. "Khúc dạo đầu" (前奏曲 "Pureryūdo") 3. "Khúc tùy hứng" (狂奏曲 "Kapuritcho") 4. "Khúc cầu siêu" (鎮魂曲 "Rekuiemu") 5. "Khúc tức hứng" (即興曲 "Anpuromputyu") 6. "Khúc phóng túng" (幻想曲 "Fantajia") 7. "Phong ấn" (封印 "Fūin") 8. "Cạm bẫy" (絡繰 "Karakuri") 9. "Thần khí" (神器 "Jingi") 10. "Bất diệt" (不滅 "Fumetsu") 11. "Tin nhắn đáng ngờ" (疑惑のメール "Giwaku no Mēru") |

| 1. "Suy luận của mối nghi ngờ" (疑惑の推理 "Giwaku no Suiri") 2. "Bằng những ngoại phạm của mối nghi ngờ" (疑惑のアリバイ "Giwaku no Aribai") 3. "Chân tướng của mối nghi ngờ" (疑惑の真相 "Giwaku no Shinsō") 4. "Mở khóa và..." (ロックをはずして... "Rokku o Hazushite...") 5. "Từ bạn trai tới bạn gái" (彼氏から彼女へ "Kareshi kara Kanojo e") 6. "Từ tự sát tới hạ sát" (自殺から他殺へ "Jisatsu kara Tasatsu e") 7. "Từ trên không tới mặt đất" (天空から地上へ "Tenkū kara Chijō e") 8. "Ảo thuật xuất hiện" (出現マジック "Shūgen Magikku") 9. "Tài liệu bị cấm" (禁じられたファイル "Kinjirareta Fairu") 10. "Ngôi nhà của ảo thuật gia" (奇術師の館 "Majishan no Yakata") 11. "Ảo thuật gia mất tư cách" (奇術師失格 "Majishan Shikkaku") |

| 1. "Mật mã mùa hè" (夏休みの暗号 "Natsuyasumi no Angō") 2. "Nằm xuống và rửa mặt!" (寝転んで顔を洗え! "Nekoronde Kao o Arae!") 3. "Suy luận tài tình!!" (パーフェクト解読!! "Pāfekuto Kaidoku!!") 4. "Nơi hồn ma cư ngụ" (悪霊の棲む屋敷 "Akuryō no Sumu Yashiki") 5. "Ác mộng từ 13 năm trước" (13年前の悪夢 "Jū-san-nen Mae no Akumu") 6. "Oan hồn thức giấc" (蘇る悪霊 "Yomigaeru Akuryō") 7. "Chứng cứ bị bỏ sót" (見過していたもの "Misugoshiteitamono") 8. "Món nợ 13 năm" (13年目の衝撃 "Jū-san-nen-me no Shōgeki") 9. "Kẻ bấm chuông quấy rối" (ピンポンダッシュ "Pin Pon Dasshu") 10. "Gương mặt mới (新たなる黒の者 "Aratanaru Kuro no Mono") |

| 1. "Đuổi theo mục tiêu!" (ターゲットを追え! "Tāgetto o Oe!") 2. "Mệnh lệnh mới" (新たなる指令 "Aratanaru Shirei") 3. "Tổ chức Áo Đen VS FBI 1" (黒の組織VS.FBI① "Kuro no Soshiki Bāsasu Efu Bī Ai Ichi") 4. "Tổ chức Áo Đen VS FBI 2" (黒の組織VS.FBI② "Kuro no Soshiki Bāsasu Efu Bī Ai Ni") 5. "Giáo viên mới" (新しい先生 "Atarashii sensei") 6. "Đường đi học bí mật 1" (秘密の通学路① "Himitsu no Tsūgakuro Ichi") 7. "Đường đi học bí mật 2" (秘密の通学路② "Himitsu no Tsūgakuro Ni") 8. "2 người không thể trở về" (戻れない二人 "Modorenai Futari") 9. "Chiếc xe bị đóng kín" (密閉された車 "Mippeisarete Kuruma") 10. "Tình yêu dối trá" (偽りの愛情 "Itsuwari no Aijō") |

| 1. "Bữa tiệc cấp bách" (緊迫のコンパ "Kinpaku no Kompa") 2. "Chuyến thăm gia đình bí mật" (秘密の家庭訪問 "Himitsu no Kateihōmon") 3. "Trận đấu tẻ nhạt" (つまんない試合 "Tsuman'nai Shiai") 4. "Trúng lớn!" (大当たり! "Ōatari!") 5. "Cuộc phỏng vấn hồi hộp" (ワクワク取材 "Waku-waku Shuzai") 6. "Lời nhắn của hung thủ thật sự" (真犯人の伝言 "Shin Han'nin no Dengon") 7. "Đội thám tử nhí" (ザ・少年探偵団 "Za Shōnen Tantei-dan") 8. "Kỷ niệm của Heiji" (平次の思い出 "Heiji no Omoide") 9. "Kế của bà chúa tuyết" (雪女の計 "Yuki Onna no Kei") 10. "Cáp treo bí ẩn" (謎のリフト "Nazo no Rifuto") 11. "Truyền thuyết chiếc áo bạc của Bà Chúa Tuyết" (雪女の銀衣伝説 "Yuki Onna no Gingoromo Densetsu") |

| 1. "Sự trả thù trong bão tuyết" (吹雪の中の復讐 "Fujiki no Naka no Fukushū") 2. "Vụ án con cá" (おさかな事件 "Osakana Jiken") 3. "3 chú cá" (3匹の魚 "Sanbiki no Sakana") 4. "Nhàn nhã đi cào sò" (ため息潮干狩り "Tameiki Shiohigari") 5. "Bí mật của chai nhựa" (ペットボトルの怪 "Petto Botoru no Kai") 6. "Mánh khóe trộn" (混入トリック "Kon'nyū Torikku") 7. "Russian Blue" (ロシアンブルー "Roshian Burū") 8. "Goro là Goro?!" (ゴロはゴロでも!? "Goro wa Goro demo!?") 9. "Khung cửa sổ không mở" (開かずの窓 "Akazu no Mado") 10. "Căn phòng kín được tạo dựng" (作られた密室 "Tsukurareta Misshitsu") 11. "Hang của quỷ dữ" (魔物の抜け穴 "Mamono no Nukeana") |

| 1. "Hành động đáng ngờ!?" (挙動不審!? "Kyodō Fushin!?") 2. "Bộ phim duyên nợ" (因縁の試写会 "In'nen no Shishakai") 3. "Hoang mang trong ngày cưới" (式場パニック "Shikijō Panikku") 4. "Vị khách không mời" (招かれざる客 "Manekarezaru Kyaku") 5. "Tóm gọn hung thủ" (ウエディング・バトル "Uedingu Batoru") 6. "Căn phòng kỳ lạ" (常識はずれの部屋 "Jōshiki Hazure no Heya") 7. "Bí ẩn phép lộn ngược" (逆さまミステリー "Sakasama Misuterī") 8. "Thứ mà hắn muốn giấu" (隠したかったもの "Kakushitakattamono") 9. "Chiếc khăn màu đỏ của Sonoko" (園子の赤いハンカチ "Sonoko no Akai Hankachi") 10. "Viết theo kiểu Katakana" (カタカナの名前 "Katakana no Namae") 11. "Người hùng" (スーパーマン "Sūpāman") |

| 1. "Sen đỏ" (紅蓮) 2. "Trăng vàng" (金色) 3. "Thanh lam" (青嵐) 4. "Trắng tinh khiết" (純白) 5. "Kẻ bí ẩn 200 khuôn mặt" (怪人二百面相 "Kaijin Ni-hyaku Mensō") 6. "Lớp 1B vào cuộc" (1年B組大作戦 "Ichinen Bī-gumi Dai Sakusen") 7. "Nhân chứng duy nhất" (目撃者は一人 "Mokugekisha wa Hitori") 8. "Chiếc đinh và con rắn (釘とへび "Kugi to Hebi") 9. "Nhận diện cây búa" (トンカチの正体 "Tonkachi no Shōtai") 10. "Công việc bí ẩn" (不可思議なバイト "Fukashigi na Baito") |

| 1. "Thực đơn cho bữa tối" (夕食の献立 "Yūshoku no Kondate") 2. "Ngôi sao mơ ước" (夢見るスター "Yume Miru Sutā") 3. "Người tuyết" (探偵団の雪ダルマ "Tantei-dan no Yuki Daruma") 4. "Quỹ đạo rơi" (転落の軌跡 "Tenraku no Kiseki") 5. "Bi kịch trên ngọn núi phủ tuyết" (破局の雪山 "Hakyoku no Yukiyama") 6. "Căn phòng nuốt chửng" (人を飲む部屋 "Hito o Nomu Heya") 7. "Xác chết ma ám" (幻の死体 "Maboroshi no Shitai") 8. "Thủ thuật xóa vết máu" (血痕のカラクリ "Kekkon no Karakuri") 9. "Thám tử trung học đến từ miền Đông" (東の高校生探偵 "Higashi no Kōkōsei Tantei") 10. "Tranh tài phá án" (探偵甲子園 "Tantei Kōshien") 11. "Giải mã bí ẩn căn phòng kín" (密室証明 "Misshitsu Shōmei") |

| 1. "Lập luận của các thám tử trung học" (探偵たちの名推理 "Tantei-tachi no Mei Suiri") 2. "Tay thám tử nóng tín" (熱血探偵 "Nekketsu Tantei") 3. "Cú sút của Genta" (元太のシュート "Genta no Shūto") 4. "Genta và El" (元太とエル "Genta to Eru") 5. "Cậu bé tinh nghịch" (イタズラ坊主 "Itazura Bōzu") 6. "Dưới ánh trăng" (月下 "Gekka") 7. "Buổi bình minh" (黎明 "Reimei") 8. "Giữa ban ngày" (白昼 "Hakuchū") 9. "Khi hoàng hôn xuống" (落日 "Rakujitsu") 10. "Bí mật của bà Kisaki Eri 1" (秘密の妃英理① "Himitsu no Kisaki Eri Ichi") 11. "Bí mật của bà Kisaki Eri 2" (秘密の妃英理② "Himitsu no Kisaki Eri Ni") |

| 1. "Nhẫn đính hôn!? 1" (婚約指輪!?① "Engēji Ringu Ichi") 2. "Nhẫn đính hôn!?2" (婚約指輪!?② "Engēji Ringu Ni") 3. "Nhẫn đính hôn!? 3" (婚約指輪!?③ "Engēji Ringu San") 4. "Án mạng từ truyền thuyết Quỷ Dạ Xoa 1" (鬼婆伝説殺人事件① "Onibaba Densetsu Satsujin Jiken Ichi") 5. "Án mạng từ truyền thuyết Quỷ Dạ Xoa 2" (鬼婆伝説殺人事件② "Onibaba Densetsu Satsujin Jiken Ni") 6. "Án mạng từ truyền thuyết Quỷ Dạ Xoa 3" (鬼婆伝説殺人事件③ "Onibaba Densetsu Satsujin Jiken San") 7. "Manh mối từ miền Tây" (西からの手がかり "Nishi kara no Tegakari") 8. "Bức ảnh ở đâu" (写真の行方 "Shashin no Yukue") 9. "Công ty" (カンパニー "Kanpanī") 10. "Nhầm số!?" (間違い電話!? "Machigai Denwa!?") 11. "Sự thật từ nhóm máu" (血が語る真実 "Chi ga Kataru Shinjitsu"") |

| 1. "Di vật của mẹ" (母の遺品 "Haha no Ihin") 2. "Chiếc găng tay chết chóc" (死を呼ぶ片手袋 "Shi o Yobu Katatebukuro") 3. "Hung thủ từ suối vàng" (黄泉からの殺人者 "Yami kara no Satsujinsha") 4. "Chiếc găng tay buồn" (哀しみの手袋 "Kanashimi no Tebukuro") 5. Biết đâu quỷ xuất hiện..." (悪魔が来たりて... "Akuma ga Kitarite...") 6. "Cái bẫy của ác quỷ" (悪魔のカラクリ "Akuma no Karakuri") 7. "Nước mắt ác quỷ" (悪魔の涙 "Akuma no Namida") 8. "Kẻ lẩn trốn" (逃亡者 "Tōbōsha") 9. "Bài hát của quạ" (鴉の唄 "Karasu no Uta") 10. "Sợi chỉ thứ 2" (2本目の糸 "Nihonme no Ito") 11. "Bệnh nhân giả" (偽りの患者 "Itsuwari no Kanja") |

| 1. "Truy kích..." (追跡、そして... "Tsuiseki, Soshite...") 2. "Quá khứ của Akai Shuichi" (赤井の過去 "Akai no Kako") 3. "Được ăn cả, ngã về không..." (イチかバチか... "Ichikabachika...") 4. "Ngụy trang" (擬装 "Gisō") 5. "Phương sách cuối cùng" (最終手段 "Saishū Shudan") 6. "Nhiệm vụ" (任務 "Misshon") 7. "Chị gái và em trai" (姉弟 "Kyōdai") 8. "Nghi phạm bất ngờ" (意外な容疑者 "Igai no Yōgisha") 9. "Thứ sáu ngày 13" (13日の金曜日 "Jū-san Nichi no Kin'yōbi") 10. "Quá khứ của Camel" (キャメルの過去 "Kyameru no Kako") 11. "Câu thần chú ma thuật" (魔法の呪文 "Mahō no Jumon") |

| 1. "Viên đạn bạc" (鋼の楔 "Hagane no Kusabi") 2. "Tiếng động" (音 "Oto") 3. "Xác chết bay" (空飛ぶ死体 "Soratobu Shitai") 4. "Động lực học và chứng cứ ngoại phạm" (力学とアリバイ "Rikigaku to Aribai") 5. "Con rết" (百足 "Mukade") 6. "Bóng ma mặc áo giáp" (鎧武者 "Yoroi Musha") 7. "Binh pháp" (兵法 "Heihō") 8. "Phong Lâm Hỏa Sơn" (風林火山 "Fūrinkazan") 9. "Cuộc chiến" (戦 "Ikusa") 10. "Bóng tối và sấm sét" (陰と雷 "Kage to Kaminari") 11. "Nghi phạm Eisuke" (疑惑の瑛祐 "Giwaku no Eisuke") |

| 1. "Truy tìm hung khí" (消えた鈍器 "Kieta Donki") 2. "Lời thú nhận của Eisuke" (瑛祐の告白 "Eisuke no Kokuhaku") 3. "Đỏ, trắng, vàng" (赤白黄色 "Aka Shiro Kiiro") 4. "Kuroshiro" (クロシロ君 "Kuroshiro-kun") 5. "Hàng xóm mới" (新たな隣人 "Arata na Rinjin") 6. "Người búa" (ハンマー男 "Hanmā Otoko") 7. "Chuyến giao hàng tử thần" (届けられた悪意 "Todokerareta Akui") 8. "Sự thật về người búa" (ハンマー男の正体 "Hanmā Otoko no Shōtai") 9. "Ly cà phê chết người" (殺意のコーヒー "Satsui no Kōhī") 10. "Kẻ không thể phạm tội" (不可能犯罪 "Fukanō Hanzai") 11. "Sự thật cay đắng" (苦い真実 "Nigai Shinjitsu") |

| 1. "Purple Nail" (紫紅の爪 "Pāpuru Neiru") 2. "Dịch chuyển tức thời" (瞬間移動 "Shunkan Idō") 3. "3 '0'" (3つのタブー "Mittsu no Tabū") 4. "Zero" (ゼロ "Zero") 5. "Cháy" (燃える "Moeru") 6. "Mồi lửa" (火種 "Hidane") 7. "Tách tách" (バチバチ "Bachibachi") 8. "Máy bay giấy" (紙飛行機 "Kami Hikōki") 9. "Message" (メッセージ "Messēji") 10. "Rescue" (レスキュー "Resukyū") 11. "Thủ tiêu" (隠滅 "Inmetsu") |

| 1. "Tình bạn giả dối" (偽りの友情 "Itsuwari no Yūjō") 2. "Đôi cánh của Icarus" (イカロスの翼 "Ikarosu no Tsubasa") 3. "Trả đòn" (返し技 "Kaeshi Waza") 4. "Ăn may" (ケガの功名 "Kega no Kōmyō") 5. "Ngôi làng thù hận" (憎悪の村 "Zōo no Mura") 6. "Ký ức bị mất" (失われた記憶 "Ushinawareta Kioku") 7. "Sát nhân Kudo Shinichi" (工藤新一の殺人 "Kudō Shinichi no Satsujin") 8. "Shiragami" (死羅神様 "Shiragami-sama") 9. "Nước mắt tuôn rơi" (止まらぬ涙 "Tomaranu Namida") 10. "Chân tướng" (正体 "Shōtai") 11. "Điều tớ thật sự muốn nói" (ホントに聞きたいコト "Honto ni Kikitai Koto") |

| 1. "Phán đoán của tớ" (オレの推理 "Ore no Suiri") 2. "Câu trả lời" (推理の答え "Suiri no Kotae") 3. "Hung khí quay vòng" (回る凶器 "Mawaru Kyōki") 4. "Đích ngắm" (狙い撃ち "Nerai Uchi") 5. "Nơi giấu chất độc" (毒物のありか "Dokubutsu no Arika") 6. "Lợn rừng • Hươu • Bướm" (猪・鹿・蝶 "Ino Shika Chō") 7. "801 thước tám và hạng nhất" (八百一と尺八と一品 "Happyaku-ichi to Shakuhachi to Ippin") 8. "Mục đích của đại hội thể thao" (選手権の目的 "Senshuken no Mokuteki") 9. "Bóng ma trắng" (銀白の魔女 "Ginpaku no Majo") 10. "Màu trắng và FD" (白のFD "Shiro no Efu Dī") 11. "Chân tướng của ma nữ" (魔女の正体 "Majo no Shōtai") |

| 1. "Mỏm Ikkaku" (一角岩 "Ikkaku Iwa") 2. "Thu · Chép · Tráp · Bơn" (サバ・コイ・タイ・ヒラメ "Saba Koi Tai Hirame") 3. "Khát máu" (殺気 "Sakki") 4. "Vết sẹo" (傷 "Kizu") 5. "Cậu bé năm xưa" (思い出の少年 "Omoide no Shōnen") 6. "Nhóc Gari" (ガリ君 "Gari-kun") 7. "Người đàn ông huýt sáo" (口笛の男 "Kuchibue no Otoko") 8. "Mối quan hệ" (つながり "Tsunagari") 9. "ESWN" 10. "Mẫu số chung" (よくあるパターン "Yoku Aru Patān") 11. "Chiếc két Tanuki" (鉄狸 "Tetsu Tanuki") |

| 1. "Giấu" (潜伏 "Senpuku") 2. "Mở khóa" (解錠 "Kaijō") 3. "Số phận của mỗi người" (運命の人 "Unmei no Hito") 4. "Cái bẫy" (罠 "Wana") 5. "Con tim rung động" (揺れる心 "Yureru Kokoro") 6. "2 người đồng hành nguy hiểm" (危険な2人連れ "Kiken na Futarizure") 7. "Gần chết" (半殺し "Hangoroshi") 8. "Bức tường đỏ" (赤い壁 "Akai Kabe") 9. "Nằm trong tay" (掌中 "Shōchū") 10. "Khổng Minh đã chết" (死せる孔明 "Shiseru Kōmei") 11. "Đánh đuổi Trọng Đạt còn sống" (生ける仲達を走らす "Ikeru Chūdatsu o Hashirasu") |

| 1. "Mồi câu tuyệt diệu" (絶妙好餌 "Zetsumyō Kōji") 2. "Kỷ niệm" (思い出 "Omoide") 3. "Hoa đào rụng" (サクラチル "Sakura Chiru") 4. "Anh đào nở rộ" (サクラサク "Sakura Saku") 5. "Ngôi nhà ma" (もののけ倉 "Mononoke Kura") 6. "Cuộc chiến giữa các thám tử nhí" (コナンvs探偵団 "Konan Bāsasu Tantei-dan") 7. "Bí mật căn nhà kho" (倉の秘密 "Kura no Himitsu") 8. "Cuộc truy tìm bùa hộ mệnh!" (お守り奪還作戦 "Omamori Dakkan Sakusen") 9. "Trận đấu ngoạn mục nhất" (最高の試合 "Saikō no Shiai") 10. "Giận điên" (意地悪 "Ijiwaru") 11. "Goth Loli" (ゴスロリ "Gosu Rori") |

| 1. "Lời nguyền của bộ cánh!?" (呪いのファッション!? "Noroi no Fasshon!?") 2. "Thứ mỏng manh dễ vỡ" (不確かでもろい物 "Futashika de Moroimono") 3. "Hãy tin vào ngày mai" (明日があるさ "Ashita ga Aru sa") 4. "Vùng nguy hiểm" (危険なエリア "Kiken na Eria") 5. "Dấu vết màu đỏ và số 13" (赤と13の暗示 "Aka to Jū-san no Anji") 6. "Mục tiêu của kẻ đánh bom" (爆弾犯の狙い "Bakudan-han no Nerai") 7. "Vén màn trận bão tuyết" (吹雪の中の真実 "Fubuki no Naka no Shinjitsu") 8. "Silent Clash" (静かなる戦い "Shizuka Naru Tatakai") 9. "Tình yêu của cô Kobayashi" (小林先生の恋 "Kobayashi-sensei no Koi") 10. "Hiểu lầm của cô giáo" (小林先生の誤解 "Kobayashi-sensei no Gokai") 11. "Người con gái đó là...?" (桜の少女は？ "Sakura no Shōjo wa?") |

| 1. "Hoa anh đào nở rộ" (桜, 満開 "Sakura, Mankai") 2. "Kisaki Eri gặp nạn" (妃英里の災難 "Kisaki Eri no Sainan") 3. "Xuống rồi lên?" (落として上げる? "Otoshite Ageru?") 4. "Sinh nhật tuyệt vời nhất" (最高の誕生日 "Saikō no Tanjōbi") 5. "Thanh Long" (青龍 "Seiryū") 6. "Phượng Hoàng" (朱雀 "Suzaku") 7. "Bạch Hổ" (白虎 "Byakko") 8. "Huyền Vũ" (玄武 "Genbu") 9. "Thành phố gà trống" (酉の市 "Tori no Ichi") 10. "Khỉ và 9" (猿と9 "Saru to Kyū") 11. "Chân thành" (天真爛漫 "Tenshinranman") |

| 1. "Thân chủ dưới đáy hồ" (沼底からの依頼 "Numazoko kara no Irai") 2. "Lời nguyền của Kappa" (河童の呪い "Kappa no Noroi") 3. "Thân phận của Kappa" (河童の正体 "Kappa no Shōtai") 4. "Sát nhân trong hơi nước" (湯けむりの殺人 "Yukemuri no Satsujin") 5. "Phòng kín trên hồ" (湖上の密室 "Kojō no Misshitsu") 6. "Mắt có mắt" (目には目を "Me ni wa Me o") 7. "Sát thủ ngày Valentine Trắng" (ホワイトデーの殺人 "Howaito Dē no Satsujin") 8. "Cái bẫy kỳ diệu" (ミラクルなトリック "Mirakuru na Torikku") 9. "Valentine trắng vui vẻ" (ハッピーホワイトデー "Happii Howaito Dē") 10. "Air on the G String" (G線上のアリア "Jī Senjō no Aria") 11. "Thiên tài" (天才 "Tensai") |

| 1. "Bí mật cuốn nhật ký" (日記の秘密 "Nikki no Himitsu") 2. "Ryōma" (龍馬 "Ryōma") 3. "Bức phá" (突破 "Toppa") 4. "Gột rửa" (洗濯 "Sentaku") 5. "Quỷ khuyển" (魔犬 "Maken") 6. "Vong hồn" (怨霊 "Onryō") 7. "Nhà Inubushi" (犬伏家 "Inubushi-ke") 8. "Viên ngọc" (玉 "Tama") 9. "Dấu chân" (足跡 "Ashiato") 10. "Hime" (姫) 11. "8 phẩm hạnh" (仁義八行 "Jingi Hakkō") |

| 1. "Cuốn băng kỷ niệm" (思い出のVHS "Omoide no Bui Eichi Esu") 2. "Tin nhắn 13 năm" (13年越しの想い "Jū-san'nen Goshi no Messēji") 3. "Học trò của Holmes" (名探偵の弟子 "Hōmuzu no Deshi") 4. "Sách Khải Huyền" (黙示録 "Mokushiroku") 5. "Love là 0" (ラブは0 "Rabu wa Zero") 6. "Hãy hỏi Holmes" (ホームズに聞け "Hōmuzu ni Kike") 7. "Mật mã của Holmes" (ホームズの暗号 "Hōmuzu no Angō") 8. "Một chữ A nữa" (もう1つのA "Mō Hitotsu no Ē") 9. "Thông điệp từ nữ hoàng" (女王からのメッセージ "Joō kara no Messēji") 10. "Mục tiêu thật sự" (真の標的 "Shin no Tāgetto") 11. "Quyền năng của nữ hoàng" (女王の真価 "Joō no Shinka") |

| 1. "Vụ án hóc búa và rắc rối" (厄介な難事件 "Yakkai na Nanjiken") 2. "Tín hiệu cầu cứu" (要救助者 "Yōkyūjosha") 3. "Trò trốn tìm nguy hiểm" (危険なかくれんぼ "Kiken na Kakurenbo") 4. "Mật mã liên lạc" (通話コード "Fūwa Kōdo") 5. "Cái chết bất thường" (ヤバイ死に様 "Yabai Shi ni Zama") 6. "Xác chết cử động" (動く死体 "Ugoku Shitai") 7. "Bí mật của bàn chân" (偽りの足 "Itsuwari no Ashi") 8. "Cậu bé nói dối" (オオカミ少年 "Ōkami Shōnen") 9. "Cua bờm ngựa ở hồ Suma" (諏訪湖の毛ガニ "Suwa-ko no Kegani") 10. "Sự thật về quán bài Karuta" (カルタの真実 "Karuta no Shinjitsu") 11. "Người canh gác thời gian" (時の番人 "Toki no Ban'nin") |

| 1. "Bóng ma thời gian" (時の亡霊 "Toki no Bōrei") 2. "Bá chủ thời gian" (時の支配者 "Toki no Shihaisha") 3. "Ramen ngon chết người" (死ぬほど美味いラーメン "Shinu Hodo Umai Rāmen") 4. "Ramen và thuốc độc" (ラーメンと毒薬 "Rāmen to Dokuyaku") 5. "Sự thật sau mặt kính" (眼鏡越しの真実 "Megane Goshi no Shinjitsu") 6. "Triệt Quyền Đạo" (截拳道 "Jī Kun Dō") 7. "Cháu là thám tử" (ボウヤと同じ探偵 "Bōya to Onaji Tantei") 8. "Sera phá án" (世良の迂闊な推理 "Sera no Ukatsu na Suiri") 9. "Truy tìm sự thật!" (名推理を聞かせろ! "Meisuiri o Kikasero!") 10. "Quy tắc đặt biệt danh" (あだ名の法則 "Adana no Hōsoku") 11. "Tầm ngắm bắn!" (狙撃可能! "Sogeki Kanō!") |

| 1. "Cuốn sách chưa mở" (ページをめくれない本 "Pēji o Mekurenai Hon") 2. "Đoạn clip nguy hiểm" (動画サイト "Dōga Saito") 3. "Chiếc bình và con mèo" (壺と猫 "Tsubo to Neko") 4. "Dấu vết của Ayumi" (歩美の痕跡 "Ayumi no Konseki") 5. "Mèo nào cắn mỉu đi?" (どっちが名探偵なんだ? "Dotchi ga Meitantei nanda?") 6. "Abe-chan" (阿部ちゃん) 7. "Món ăn màu nhiệm" (魔法の料理 "Mahō no Ryōri") 8. "EYE" 9. "Chiếc bánh Baumkuchen" (バームクーヘン "Bāmukūhen") 10. "Hiện tượng Diamond Crazy" (菱形と菱形 "Hishigata to Hishigata") 11. "Xác minh sơ bộ" (誓いの実況見分 "Chikai no Jikkyō Kenbun") |

| 1. "Lời thú tội của bà chủ" (奥様の告白文 "Oku-sama no Kokuhakubun") 2. "Ảo ảnh thị giác giữa cha và con" (親子の間の錯視 "Oyako no Aida no Sakushi") 3. "Ông Kogoro là người tốt" (小五郎さんはいい人 "Kogorō-san wa Ii Hito") 4. "Ông Kogoro ngủ gật thực sự" (本物の眠りの小五郎 "Honmono no Nemuri no Kogorō") 5. "Ông Kogoro giả phá án" (偽小五郎の名推理 "Nise Kogorō no Meisuiri") 6. "Mối tình đầu của cảnh sát Chiba" (千葉刑事の初恋の人 "Chiba Keiji no Hatsukoi no Hito") 7. "Anh không nhớ sao?" (覚えてませんか? "Oboetemasen ka?") 8. "Có phải cô là..." (君ってもしかして... "Kimitte Moshikashite...") 9. "Thám tử tư" (プライベートアイ "Puraibēto Ai") 10. "Thông tin di truyền" (遺伝子情報 "Genomu") 11. "Trở về với lửa" (炎へと回帰する運命 "Honō e to kaiki suru unmei") |

| 1. "Cuộc hẹn ở nhà hàng Colombo" (コロンボでの待ち合わせ "Koronbo de no machiawase") 2. "Bí ẩn và dối trá, ranh giới bất phân" (縒り合わせられた嘘と謎 "Yori awase rareta uso to nazo") 3. "Dạ khúc của các thám tử" (探偵たちの夜想曲（ノクターン） "Tantei-tachi no yasōkyoku (nokutān)") 4. "Tính hiếu kỳ của trẻ con và thú ưa khám phá của thám tử" (子供の好奇心と探偵の探究心 "Kodomo no kōkishin to tantei no tankyū kokoro") 5. "Giao lộ của các luồng suy nghĩ" (立体交差の思惑 "Rittai kōsa no omowaku") 6. "Kẻ không cười" (全然笑わない人 "Zenzen warawanai hito") 7. "Đừng làm vẻ mặt đó..." (そんな顔をするな... "Sonna kao o suru na...") 8. "Kết cục của những hiểu lầm" (曲解の結末 "Kyokkai no ketsumatsu") 9. "Món quà từ trung sĩ Takagi" (高木刑事からの贈り物 "Takagi keiji kara no okurimono") 10. "Anh em Wataru" (ワタル・ブラザーズ "Wataru Burazaazu") 11. "Ánh sáng được kế thừa" (継承された旭影 "Keishōsareta kyokuei") |

| 1. "Đàn anh số 1" (最強の先輩 "Saikyō no senpai") 2. "Chuyến viếng mộ muộn màng" (遅くなった墓参り "Osoku natta hakamairi") 3. "Chứng cứ ngoại phạm" (部屋にいた痕跡 "Heya ni ita konseki") 4. "Bọt bia, hơi nóng và khói thuốc" (泡、蒸気と煙 "Awa, jōki to kemuri") 5. "Cần câu cơm" (商売道具 "Shōbai dōgu") 6. "Vụ án chưa có lời giải của ông Kudo Yusaku" (工藤優作の未解決事件 "Kudō Yūsaku no Mikaiketsu Jiken") 7. "Kinichi" (金一君 "Kin'ichi-kun") 8. "Em có phải là Conan không?" (コナン君だよね？ "Konan-kun dayo ne?") 9. "Địa phận của mình" (自分の領分 "Jibun no Ryōbun") 10. "Đám lửa báo nguy" (窮地の烽煙 "Kyūchi no Hōen") 11. "Lẻ bóng trước đèn" (灯下の孤影 "Tōka no Koei") |

| 1. "Chuyến tàu thần bí (Khởi hành)" (ミステリートレイン（発車） "Misuterii Torein (Hassha)") 2. "Chuyến tàu thần bí (Đường hầm)" (ミステリートレイン（隧道） "Misuterii Torein (Zuidō)") 3. "Chuyến tàu thần bí (Toa hạng nhất)" (ミステリートレイン（一等） "Misuterii Torein (Ittō)") 4. "Chuyến tàu thần bí (Giao điểm)" (ミステリートレイン（交差） "Misuterii Torein (Kōsa)") 5. "Chuyến tàu thần bí (Ngăn chặn)" (ミステリートレイン（遮断） "Misuterii Torein (Shadan)") 6. "Chuyến tàu thần bí(Khói)" (ミステリートレイン（排煙） "Misuterii Torein (Haien)") 7. "Chuyến tàu thần bí (Ga cuối)" (ミステリートレイン（終点） "Misuterii Torein (Shūten)") 8. "Huấn luyện viên đặc biệt" (スペシャルコーチ "Supesharu Kochi") 9. "Chiếc chìa khóa biến mất" (消えた密室の鍵 "Kieta Misshitsu no Kagi") 10. "Chìa khóa sự thật" (謎解きの鍵 "Nazotoki no Kagi") 11. "Bọt nước" (泡沫 "Houmatsu") |

| 1. "Cải trang" (擬態 "Gitai") 2. "Lột xác" (脱皮 "Dappi") 3. "Vụ án phòng kín gián tiếp" (情況的密室殺人 "Jōkyōteki Misshitsu Satsujin") 4. "Tuy một mà hai" (二人で一人前 "Futari de Ichininmae") 5. "Kế hoạch của thầy" (先生のトリック "Sensei no Torikku") 6. "Biệt thự quỷ hút máu" (吸血鬼の館 "Kyūketsuki no Yakata") 7. "Bá Tước Dracula" (ドラキュラ伯爵 "Dorakyura Hakushaku") 8. "Tấm ảnh ma" (心霊写真 "Shinrei Shashin") 9. "Căn phòng Nam Man" (南蛮部屋 "Nanban Beya") 10. "Một nửa các hiện tượng dị thường" (怪奇現象の半分 "Kaiki Genshō no Hanbun") 11. "Động cơ của mỗi người" (それぞれの動機 "Sorezore no Dōki") |

| 1. "Kế hoạch của tên giết người" (殺人鬼の計画 "Satsujinki no Keikaku") 2. "Món đồ chưa chuyển" (未配達の荷物 "Mi Haitatsu no Nimotsu") 3. "Dịch vụ giao hàng hiệu con mèo" (猫の宅配便 "Neko no Takuhaibin") 4. "Kiện hàng gửi ông Kudo" (工藤様方宅配物 "Kudō-samakata Takuhai-mono") 5. "Trái cây hôm nay" (本日のフルーツ "Honjitsu no Furūtsu") 6. "Địa phận của chúng tớ" (ボクらの領域 "Bokura no Ryōiki") 7. "Chiếc khóa ma thuật" (魔法の鍵 "Mahō no Kagi") 8. "Tới khi đủ 7" (7つ揃うまで "Nanatsu Sorou Made") 9. "Cái kết định trước" (用意した一着 "Yōi shita Icchaku") 10. "Nước đi xuất sắc của Taiko" (太閤の手筋 "Taikō no Tesuji") 11. "Mục đích của Bourbon" (バーボンの目的 "Bābon no Mokuteki") |